# Villalegre
Villalegre es un barrio de la periferia de la villa asturiana de Avilés (España). El desarrollo que experimentó en los años 50 y 60 hizo que pasase de ser una zona residencial acomodada a un importante núcleo obrero junto con el barrio de La Luz.

## Historia

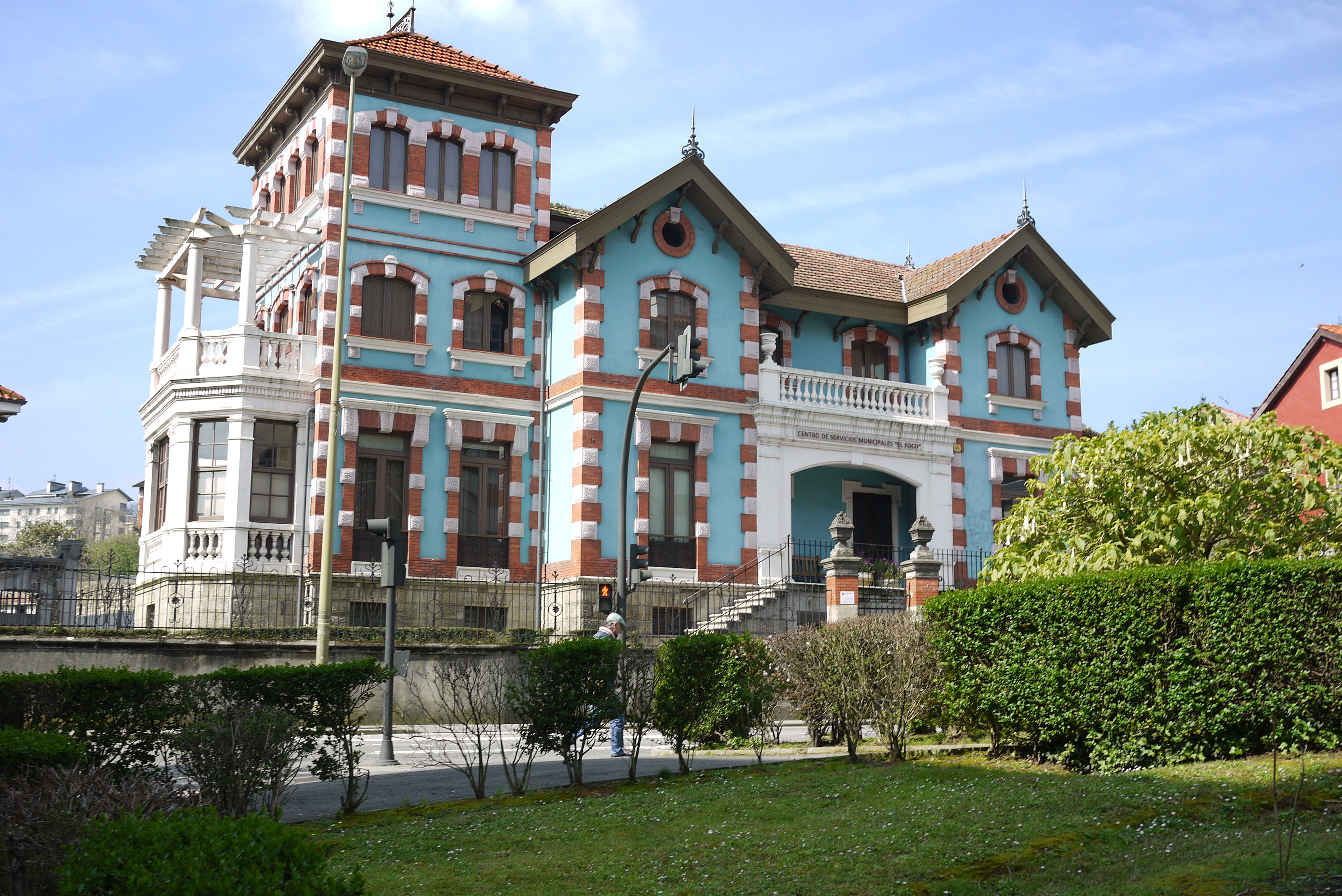
Finca El Foco, arquitectura indiana en Villalegre

A finales del siglo XIX se produce un cambio en el poblamiento de esta zona con la construcción de casas de indianos, levantados por inmigrantes retornados encabezados por varios miembros de la familia Maribona y Arturo Fernández Cueto como maestro de obra. A día de hoy se conservan varios de estos palacetes como El Puente y La Perla. Estos indianos financiaron también la construcción de industrias como La Azucarera de Villagre, La Curtidora y la Harinera Ceres, así como el casino y la escuela.
El esplendor de Villalegre se consolidó en las primeras décadas del siglo XX, con la conexión a través de un tranvía eléctrico con Avilés, así como la construcción de un edificio social, el Casino de Villalegre, aún en funcionamiento.
La iglesia del Sagrado Corazón de Jesús demostró también la pujanza económica de esta zona. El templo, de gran sencillez, con una nave en cruz, rectoral adosada, campanario y reloj, presenta en su exterior arcos ojivales y vidrieras en un aceptable estado de conservación. En su interior, destacan las pinturas murales del pintor avilesino Espolita.
El crecimiento residencial de Villalegre se acompañó con la instalación, en su mayoría con financiación de los indianos allí afincados, de un complejo fabril azucarero a en los primeros años del siglo XX, entre cuyos accionistas destaca la familia Maribona, que fue una de las más pujantes de las últimas décadas del siglo XIX y de los primeros años del siglo siguiente. Las ruinas de esta azucarera, cuya materia prima era la remolacha, todavía se conservan y en 1990 el concejal de Izquierda Unida José Antonio García (ya fallecido)encabezó un movimiento para reconvertir el viejo edificio en una instalación universitaria, aunque con escaso éxito. La fábrica tuvo una corta vida, debido a los vaivenes del mercado interior español de la época para su producción Al socaire de esta incipiende industrialización, también se construyeron en la zona viviendas para trabajadores, de las que todavía se conserva una muestra en la calle José Maribona. Se trata de viviendas adosadas, de planta y piso que corren el riesgo de desaparecer si no se adoptan medidas de protección como último vestigio de la arquitectura vinculada a la expansión fabril en Avilés.